# Santa Marina Salina
Santa Marina Salina je největší přístav a zároveň jedna ze tří obcí na ostrově Salina v Tyrhénském moři (Liparské ostrovy, Metropolitní město Messina, autonomní region Sicílie). Leží asi 140 severovýchodně od Palerma a asi 70 km severozápadně od Messiny.
Santa Marina Salina hraničí s obcemi Leni a Malfa.

## Demografie
K 31. srpnu 2018 žilo v obci Santa Marina Salina 887 obyvatel.

## Osobnosti obce
- Angelo Paino, arcibiskup
- Edward Re, americký právník